# Olene invasa
Olene invasa är en fjärilsart som beskrevs av Walker 1869. Olene invasa ingår i släktet Olene och familjen tofsspinnare. Inga underarter finns listade i Catalogue of Life.